# Passiflora lawessonii
Passiflora lawessonii (sin. Passiflora montana L.B. Holm-Nielsen & J.E. Lawesson) je biljka iz porodice Passifloraceae. Ekvadorski je endem. Prema IUCN-ovom crvenom popisu razvrstana je u skupinu kojoj prijeti izumiranje, stupnja ugroženosti EN - ugrožena vrsta (IUCN 3.1).
Blisko su joj srodne Passiflora palenquensis, Passiflora deltoifolia i Passiflora pergrandis. Herbalisti ju obično koriste za liječenje depresije i MAOI.